# Kirtimukha

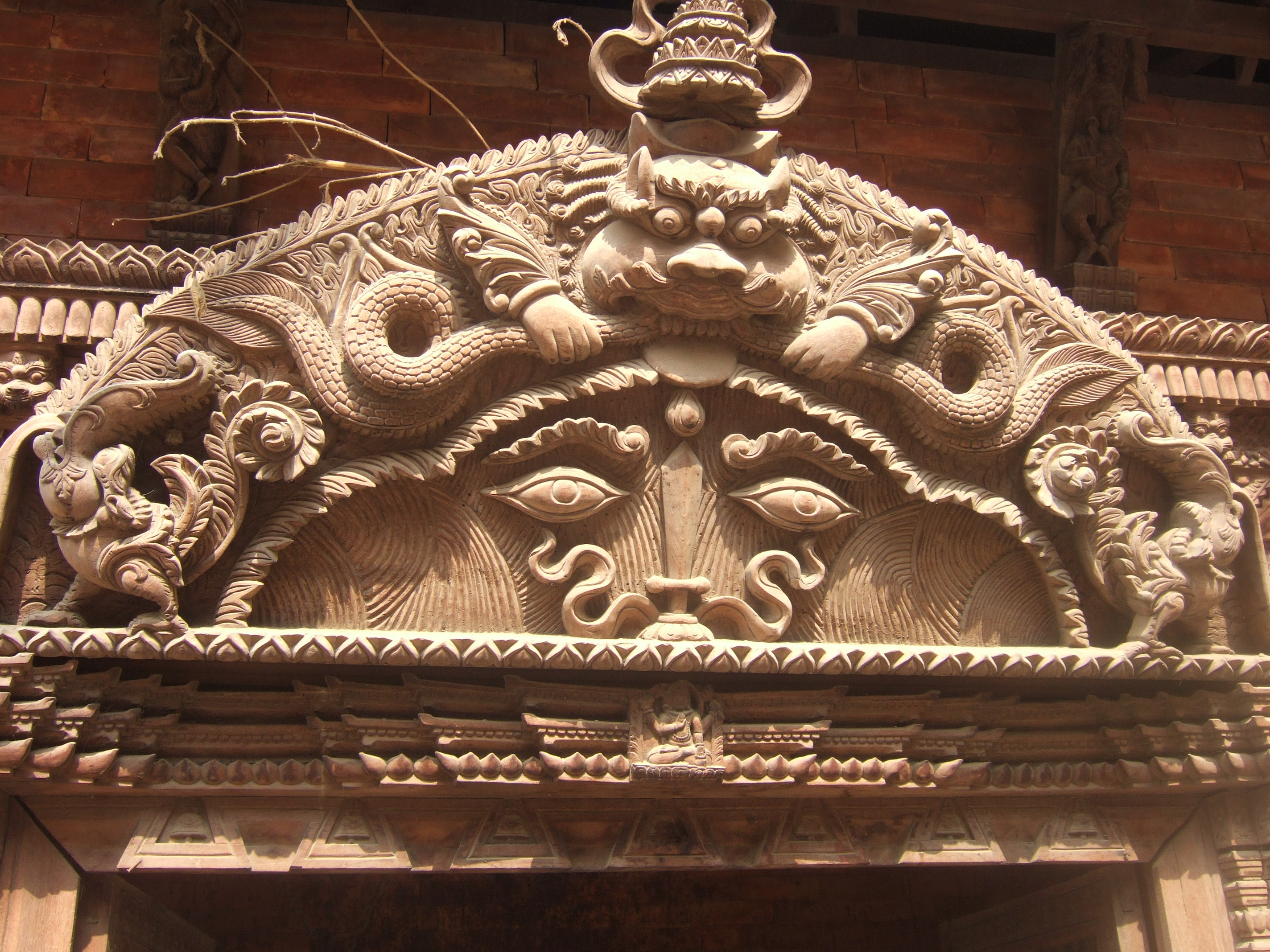
Un kirtimukha sobre l'entrada d'un temple hinduista a Katmandú, Nepal

Dins la mitologia hinduista, Kirtimukha és el nom d'un feroç dimoni amb banyes, amb la boca oberta i grans ullals.
És conegut perquè se n'utilitza el rostre sovint com a motiu decoratiu en l'arquitectura dels temples de l'Índia i del sud-est asiàtic.
En molts temples hindús, la cara monstruosa d'ulls botits es troba sobre la llinda de la porta dins del santuari.
Se sol col·locar damunt les obertures, com portes, finestres i arcs.
- kīrtimukha, en el sistema IAST (alfabet internacional per a la transliteració del sànscrit).[2]
- कीर्तिमुख, en escriptura devanagari del sànscrit.
- Pronunciació: /kirtimúka/.
- Etimologia: ‘rostre gloriós'; kiirtí: 'fama, glòria', i mukha: ‘boca, rostre, bec, boca de gerra’.

## Nom contradictori
El rostre horrorós contradiu el nom, però -segons l'escriptor nord-americà Stephen Wilk- potser equival a les Eumènides (‘les gracioses' o plenes de gràcia), que era l'eufemisme per nomenar les horrendes Fúries (‘perseguidores').
Igualment, a l'Índia, el déu rigvèdic Rudrà (‘udolador, rugidor’) fou anomenat amb l'eufemisme Xiva (‘proveïdor’), que és el déu de la destrucció universal.